# Remo Girone
Remo Girone (1 de diciembre de 1948) es un actor de cine y teatro italiano. Es mejor conocido por el papel de Tano Cariddi en la miniserie épica de televisión La piovra. Apareció como un jefe de la mafia estadounidense en Vivir de noche y apareció en Ford v Ferrari como Enzo Ferrari.

## Filmografía
| Año  | Título                                | Papel                         | Notas                 |
| ---- | ------------------------------------- | ----------------------------- | --------------------- |
| 1974 | El Anticristo                         | Filippo Oderisi               |                       |
| 1977 | Il gabbiano                           | Costantino                    |                       |
| 1978 | Corleone                              | Biagio Lo Cascio              |                       |
| 1980 | Le chemin perdu                       | Angelo Grimaldi               |                       |
| 1982 | Malamore                              | Il monco                      |                       |
| 1983 | Strada Pia                            | Pier Paolo Pasolini           |                       |
| 1984 | La piovra                             | Tano Cariddi                  |                       |
| 1985 | L'amara scienza                       |                               |                       |
| 1988 | Giallo alla regola                    | Sergio Anselmi                |                       |
| 1990 | Café Europa                           | Rizzo                         |                       |
| 1990 | Nel giardino delle rose               | Giulio                        |                       |
| 1990 | Diceria dell'untore                   | Sebastiano                    |                       |
| 1990 | Il viaggio di Capitan Fracassa        | Vallombrosa                   |                       |
| 1991 | Mezzaestate                           |                               |                       |
| 1993 | L'angelo con la pistola               | Comisionado                   |                       |
| 1994 | Dietro la pianura                     | Paolo Brentano                |                       |
| 1995 | Vörös Colibri                         | Abadze                        |                       |
| 1995 | Pocahontas                            | Jefe Powhatan                 | Doblaje italiano      |
| 1997 | Marquise                              | Jean-Baptiste Lully           |                       |
| 1998 | Giochi d'equilibrio                   | Andrea '97                    |                       |
| 1998 | Pocahontas 2: viaje a un nuevo mundo  | Jefe Powhatan                 | Doblaje italiano      |
| 1999 | Li chiamarono... briganti!            | Don Pietro                    |                       |
| 2000 | La seconda ombra                      | Director                      |                       |
| 2000 | La Prova                              | Don Vincenzo                  |                       |
| 2002 | En el cielo                           | Padre de Filippo              |                       |
| 2002 | Per finta e per amore                 |                               |                       |
| 2003 | The Tulse Luper Suitcases             |                               |                       |
| 2004 | A/R Andata + Ritorno                  | Padre de Dante                |                       |
| 2004 | L'eretico - Un gesto di coraggio      | Dino del Garbo                |                       |
| 2005 | Persona non grata                     | Cónsul italiano               |                       |
| 2006 | Quijote                               | Morte                         |                       |
| 2007 | La duquesa de Langeais                | Confesor en el convento       |                       |
| 2007 | Il 7 e l'8                            | Mimmo Barresi                 |                       |
| 2007 | Il sole nero                          | Anatomopatólogo               |                       |
| 2007 | Peopling the Palaces at Venaria Reale | Secretario                    |                       |
| 2008 | Misstake                              | Giovanni                      |                       |
| 2008 | Rex: El regreso                       | Franco Mantovani              |                       |
| 2009 | Italians                              | Roviglione                    |                       |
| 2011 | Il gioiellino                         | Amanzio Rastelli              |                       |
| 2011 | La poderosa sierva de Dios            | Eugenio Pacelli, papa Pio XII |                       |
| 2012 | María de Nazareth                     | Poncio Pilato                 |                       |
| 2013 | Roche papier ciseaux                  | Lorenzo                       |                       |
| 2013 | ¡Bienvenido, presidente!              | Morelli                       |                       |
| 2013 | Fondi '91                             | Paolo                         |                       |
| 2014 | Maicol Jecson                         | Cesare                        |                       |
| 2015 | Sfumature di verità                   |                               |                       |
| 2015 | Il bacio azzurro                      | Nonno Angelo                  |                       |
| 2015 | Rosso Mille Miglia                    | Giovanni Nobile               |                       |
| 2016 | Infernet                              | Don Luciano                   |                       |
| 2016 | La sindrome di Antonio                | Gino                          |                       |
| 2016 | Vivir de noche                        | Maso Pescatore                |                       |
| 2017 | Mothers                               | Eric                          |                       |
| 2017 | Voice from the Stone                  | Alessio                       |                       |
| 2017 | La ragazza dei miei sogni             | Conte                         |                       |
| 2018 | Killing Eve                           | Cesare Greco                  | Episodio: "Nice Face" |
| 2018 | Eter                                  | Viejo sacerdote               |                       |
| 2019 | Ma cosa ci dice il cervello           | Comandante D'Alessandro       |                       |
| 2019 | All You Ever Wished For               | Don Rossi                     |                       |
| 2019 | Ford v Ferrari                        | Enzo Ferrari                  |                       |
| 2021 | El derecho a la Felicidad             | Libero                        |                       |
| 2022 | Me llamo Venganza                     | Don Angelo Lo Bianco          |                       |
| 2023 | The Equalizer 3                       | Enzo Arisio                   |                       |